# Mimese

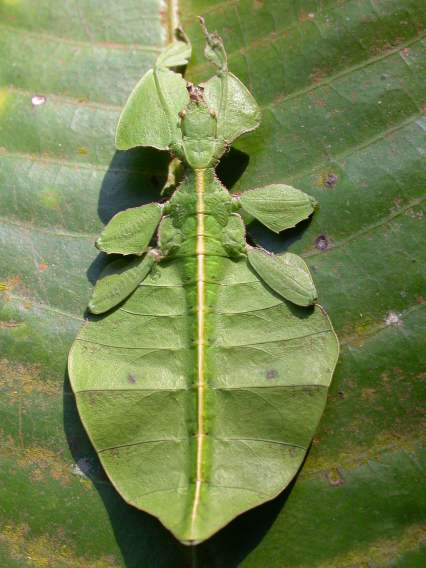
Bei Wandelnden Blättern (Phylliinae) des indopazifischen Raums ähneln äußere Erscheinung und Verhalten einem Blatt

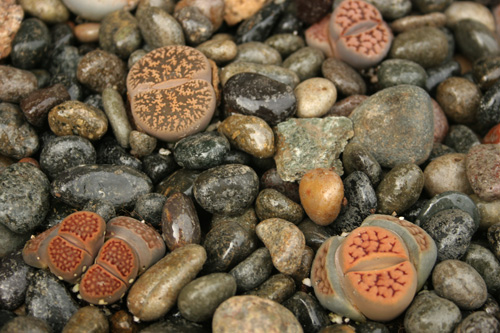
Lebende Steine(Lithops)

Als Mimese (von altgriechisch μίμησις mímēsis, deutsch ‚Nachahmung‘) wird in der Biologie eine Form der Tarnung bezeichnet, bei der ein Lebewesen in Gestalt, Farbe und Haltung einen Teil seines Lebensraumes annimmt und so für optisch ausgerichtete Feinde nicht mehr von der Umwelt unterschieden werden kann. Die Mimese wird auch als Tarn- oder Verbergtracht bezeichnet und unterscheidet sich damit von der Mimikry, die eine Warntracht darstellt. Im englischen Sprachgebrauch wird die Mimese allerdings häufig zur Mimikry gerechnet.
Nach der Art der nachgeahmten Objekte wird die Mimese unterteilt:
- Bei der Zoomimese ähnelt das Erscheinungsbild anderen Tieren. Dabei muss das Vorbild – im Gegensatz zur Mimikry – weder wehrhaft noch giftig sein. Beispiele sind manche Ameisengäste (Myrmekophilie), die den Ameisen ähneln, in deren Nestern sie leben.[3]

- Bei der Phytomimese werden Pflanzen oder Pflanzenteile nachgeahmt.[3] Manche Spannerraupen gleichen im Aussehen dem von dünnen Zweigen. Gespenstschrecken haben eine Körperform, die ebenfalls der von Zweigen (Stabschrecken) oder Blättern (Wandelndes Blatt) ähnelt. Die Falter der Zahnspinner sind kaum von der Rinde von Laubbäumen zu unterscheiden, was auch als Rindenmimese bezeichnet wird. Einige Arten dieser Familie wie beispielsweise der Birken-Gabelschwanz oder der Buchen-Gabelschwanz weisen Kokons ihrer Puppen auf, die ebenfalls wie Rinde aussehen. Innerhalb der Vögel sind die Tagschläfer ebenfalls ein Beispiel für Phytomimese, denn sie tarnen sich als abgebrochener Ast.

- Bei der Allomimese dienen unbelebte Gegenstände als Vorbilder. Einige Kleinschmetterlinge sehen wie Vogelkot aus. Etliche Vertreter der Pflanzenfamilie der Aizoaceae, die in afrikanischen Wüsten heimisch sind, ähneln Steinen und werden als Lebende Steine bezeichnet.[3]

Diese Art der Tarnung wurde bereits vor 50 Millionen Jahren von Kleinschmetterlingen angewendet, die im Larvenstadium ihren Köcher mit allerlei Gegenständen des Waldbodens tarnten. Beispiele hierfür sind als Inklusen (Einschlüsse) im baltischen Bernstein erhalten.

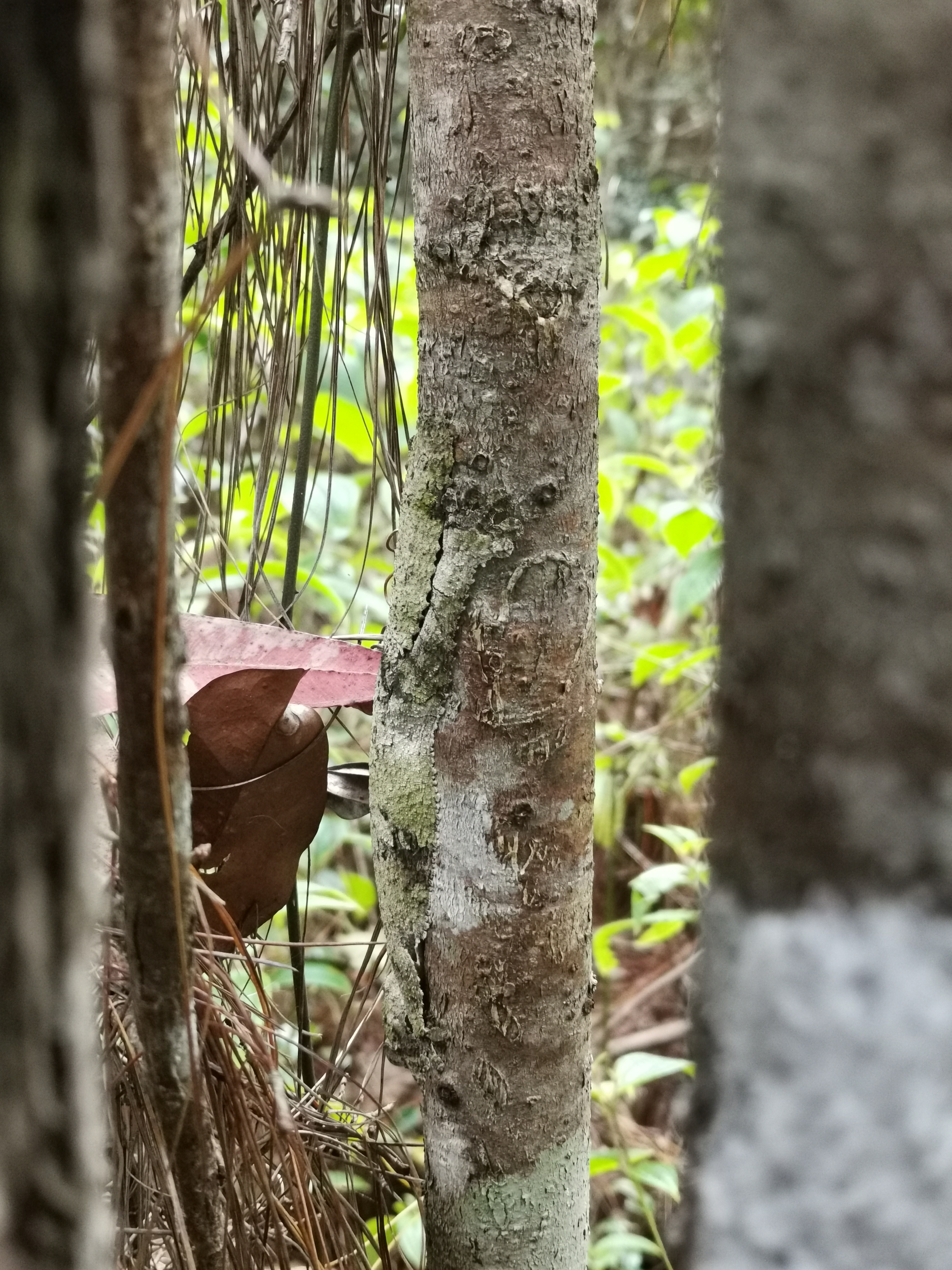
Blattschwanzgecko (Uroplatus)
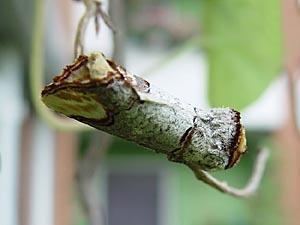
Mondvogel (Phalera bucephala)
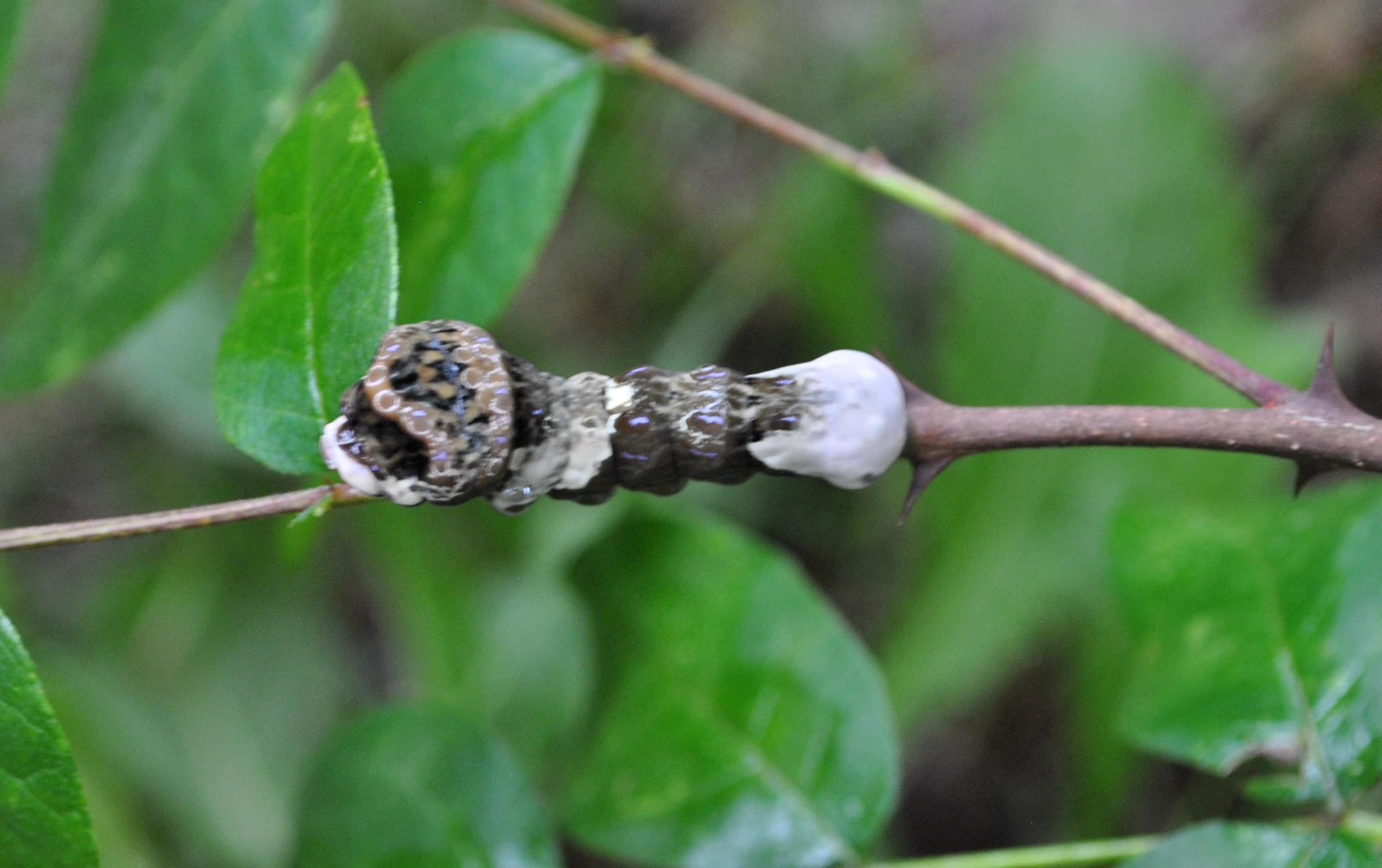
Raupe des Ritterfalters Papilio cresphontes (Vogelkotmimese)
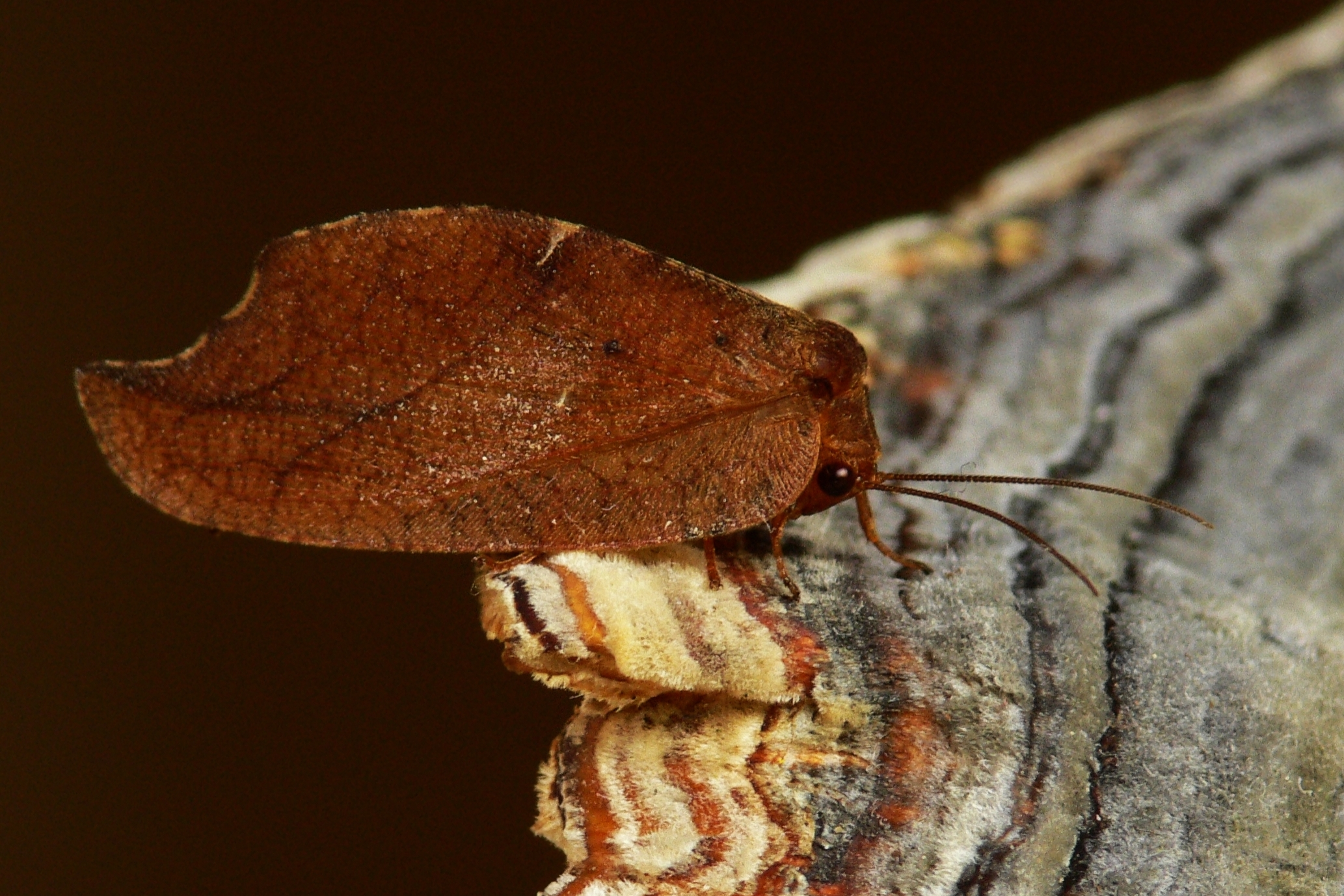
Totes Blatt (Drepanepteryx phalaenoides)
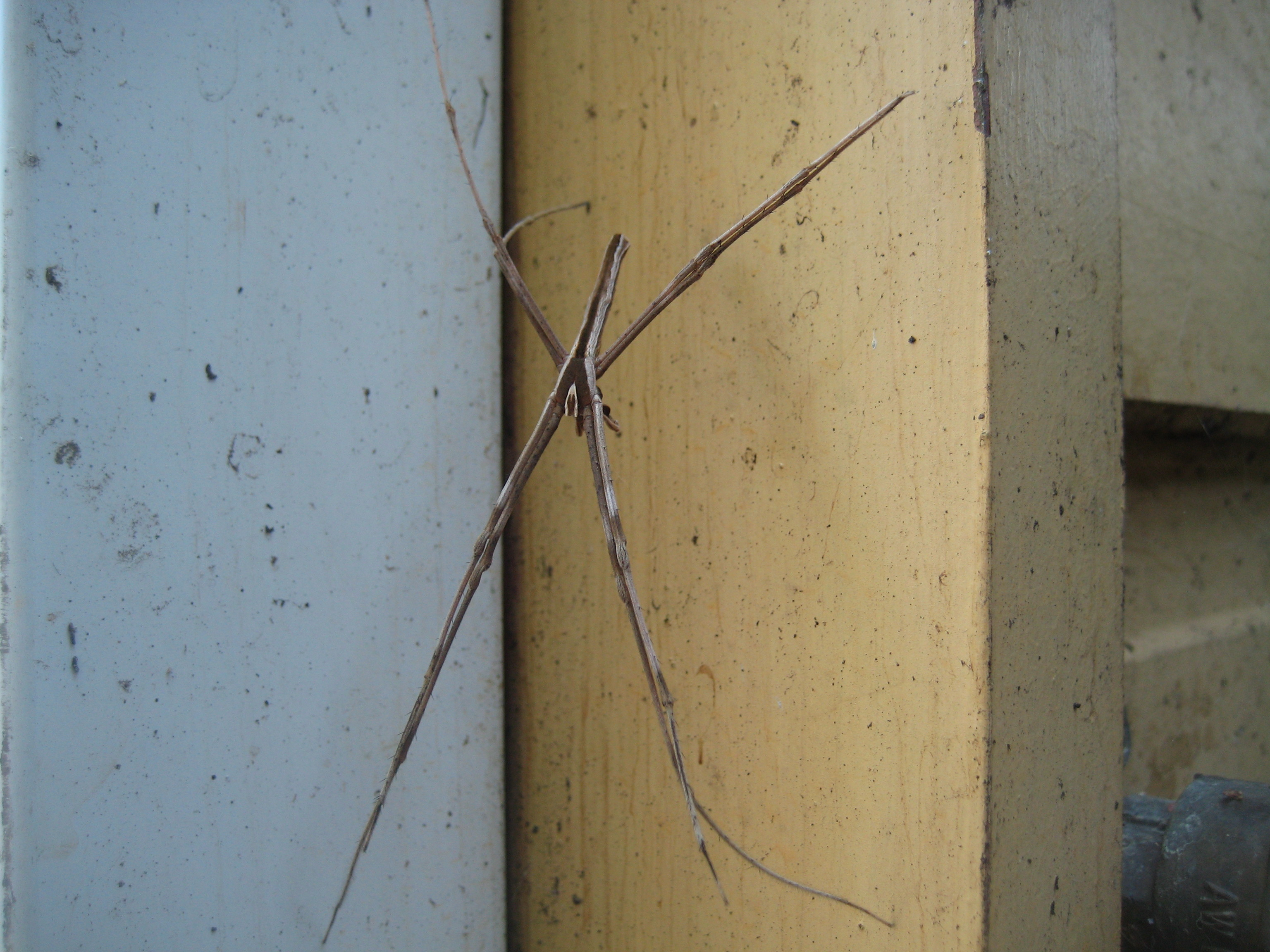
4 Beine versteckt: Raubspinne (Deinopis subrufa) in Tarnhaltung